# 穆罕默德·努尔·毛拉纳
穆罕默德·努尔·毛拉纳（1974年9月20日—），是印尼穆斯林学者，据评价，其演讲风格被评价对大众来说较易接受。他于1994年毕业于Makassar An-Nahdah伊斯兰寄宿学校，于2008年8月8日同结婚。